# Cabo Bodman
El cabo Bodmnan es un cabo y promontorio rocoso ubicado en la costa noroeste de la Isla Marambio / Seymour del grupo de la isla James Ross, Antártida. Se encuentra enfrentado a la isla Cockburn en aguas del estrecho Bouchard o paso Almirantazgo.

## Historia y toponimia
Primero fue examinado por la Expedición Antártica Sueca de Otto Nordenskiöld, en 1903, quien lo llamó Cabo Bodman en honor a Gosta Bodman, hidrógrafo y meteorólogo de la expedición, quien recorrió la costa noroeste de la isla en trineo junto a Nordenskiöld. Fue cartografiado por el British Antarctic Survey en 1952, renombrándolo como point (punta) en lugar de cape (cabo).

## Reclamaciones territoriales
Argentina incluye a la isla Marambio/Seymour en el departamento Antártida Argentina dentro de la provincia de Tierra del Fuego, Antártida e Islas del Atlántico Sur; para Chile forma parte de la comuna Antártica de la provincia Antártica Chilena dentro de la Región de Magallanes y de la Antártica Chilena; y para el Reino Unido integra el Territorio Antártico Británico. Las tres reclamaciones están sujetas a las disposiciones del Tratado Antártico.
Nomenclatura de los países reclamantes: 
- Argentina: cabo Bodman[4][5]
- Chile: cabo Bodman[6]
- Reino Unido: Bodman Point[3]